# Whigfield
Whigfield (født Sannie Charlotte Carlson 11. april 1970 i Skælskør) er en dansk sangerinde, sangskriver og producer, der er bedst kendt for sangen "Saturday Night", et internationalt hit i sommeren 1994. Hun har boet flere år i Afrika som barn inden hun vendte tilbage til Danmark. Efter at have boet ti år i Spanien, flyttede hun i 2004 til Italien hvor hun skriver og producerer musik for produktionsselskabet Off Limits.
Whigfield er oprindeligt uddannet tøjdesigner på Margrethe-Skolen, og har arbejdet som model. Hendes musikkarriere begyndte efter hun havde været til prøve hos den italienske producer Larry Pignagnoli, der ledte efter en engelsktalende sangerinde. Han valgte Whigfield, der slog igennem i 1994 med singlen "Saturday Night", som var så populær at hun blev den første artist til at gå ind som nummer et på hitlisten i Storbritannien med sin debutsingle. En præstation hun er optaget i Guinness Rekordbog for. Foruden at ligge 11 uger som #1 i Spanien, opnåede singlen også topplaceringer i bl.a. Tyskland, Schweiz og Italien. Singlen har solgt over to millioner eksemplarer på verdensplan.
Hendes musik var populær i Brasilien, Canada, Australien, Frankrig, Asien og de nordiske lande i perioden omkring 1994, mens hun dog aldrig slog igennem i USA.
Der blev i 2008 udgivet en ny version af "Saturday Night" af det danske club/dance/house producerteam KLM Music.
I 2018 stillede hun op i Dansk Melodi Grand Prix 2018 med sangen "Boys on Girls", men hun gik ikke videre til Superfinalen.

## Diskografi

### Studiealbums
| Whigfield                   | - Released: 12 June 1995 - Label: X-Energy - Formats: LP, CD, cassette        | 19 | 18 | 30 | 43 | 23 | 37 | 13 | - UK: Sølv |
| Whigfield II                | - Released: 10 November 1997 - Label: X-Energy - Formats: CD, cassette        | —  | —  | —  | —  | —  | —  | —  |            |
| Whigfield III               | - Released: 2000 - Label: ToCo International - Formats: CD, cassette          | —  | —  | —  | —  | —  | —  | —  |            |
| 4                           | - Released: 5 July 2002 - Label: ZYX - Formats: CD                            | —  | —  | —  | —  | —  | —  | —  |            |
| W                           | - Released: 28 September 2012 - Label: Off Limits - Formats: Digital download | —  | —  | —  | —  | —  | —  | —  |            |
| "—" nåede ikke hitlisterne. |                                                                               |    |    |    |    |    |    |    |            |

### Opsamlingsalbums
| Titel      | Albumdetaljer                                                                  |
| ---------- | ------------------------------------------------------------------------------ |
| All in One | - Released: 9 October 2007 - Label: Off Limits - Formats: CD, digital download |

| Title   | Album details                                                             |
| ------- | ------------------------------------------------------------------------- |
| Best Of | - Released: June, 2015 - Label: ZYX Music - Formats: CD, digital download |

### Singler
| "Saturday Night"            | 1993 | 1  | 78 | 4 | 14 | 2  | 1  | 1  | 7  | 1  | 9  | 1  | 1  | - FRA: Sølv - GER: Platin - UK: Platin | Whigfield                    |
| "Another Day"               | 1994 | 3  | —  | — | 32 | 24 | 12 | 5  | 32 | 6  | 39 | 9  | 7  | - UK: Sølv                             | Whigfield                    |
| "Think of You"              | 1995 | 4  | —  | — | 12 | 25 | 25 | 4  | 7  | 3  | —  | 17 | 7  |                                        | Whigfield                    |
| "Close to You"              | 1995 | —  | —  | — | —  | —  | 90 | 18 | —  | 19 | —  | —  | 13 |                                        | Whigfield                    |
| "Big Time"                  | 1995 | 13 | —  | — | 29 | —  | 50 | 24 | 22 | 13 | —  | —  | 21 |                                        | Whigfield                    |
| "Last Christmas"            | 1995 | —  | —  | — | —  | —  | —  | 24 | —  | 4  | 53 | —  | 21 |                                        | Whigfield                    |
| "Sexy Eyes"                 | 1996 | —  | 6  | 7 | 30 | —  | 14 | —  | 30 | —  | —  | 12 | 68 | - AUS: Platin                          | Whigfield                    |
| "Gimme Gimme"               | 1996 | —  | 14 | — | —  | —  | —  | —  | —  | 4  | —  | —  | —  | - AUS: Gold                            | Whigfield II                 |
| "No Tears to Cry"           | 1997 | —  | 99 | — | —  | —  | —  | —  | —  | —  | 60 | —  | —  |                                        | Whigfield II                 |
| "Baby Boy"                  | 1997 | —  | —  | — | —  | —  | —  | —  | —  | —  | —  | —  | —  |                                        | Whigfield II                 |
| "Givin All My Love"         | 1998 | —  | —  | — | —  | —  | —  | —  | —  | —  | —  | —  | —  |                                        | Whigfield II                 |
| "Be My Baby"                | 1999 | —  | —  | — | —  | —  | —  | —  | —  | —  | —  | —  | —  |                                        | Whigfield III                |
| "Was a Time"                | 2004 | —  | —  | — | —  | —  | 74 | —  | —  | —  | —  | —  | —  |                                        | 4                            |
| "Right in the Night"        | 2008 | —  | —  | — | —  | —  | —  | —  | —  | —  | —  | —  | —  |                                        | All in One                   |
| "C'est Cool"                | 2011 | —  | —  | — | —  | —  | —  | —  | —  | —  | —  | —  | —  |                                        | W                            |
| "4Ever"                     | 2012 | —  | —  | — | —  | —  | —  | —  | —  | —  | —  | —  | —  |                                        | W                            |
| "Jeg kommer hjem"           | 2012 | —  | —  | — | —  | —  | —  | —  | —  | —  | —  | —  | —  |                                        | W                            |
| "How Long" (as Sannie)      | 2015 | —  | —  | — | —  | —  | —  | —  | —  | —  | —  | —  | —  |                                        | TBA                          |
| "Boys on Girls" (as Sannie) | 2018 | —  | —  | — | —  | —  | —  | —  | —  | —  | —  | —  | —  |                                        | Dansk Melodi Grand Prix 2018 |
| "—" nåede ikke hitlisterne. |      |    |    |   |    |    |    |    |    |    |    |    |    |                                        |                              |

### Andre singler
| Title                                               | År   | Højeste hitlisteplacering | Højeste hitlisteplacering | Album            |
| Title                                               | År   | DEN                       | GER                       | Album            |
| --------------------------------------------------- | ---- | ------------------------- | ------------------------- | ---------------- |
| "Don't Walk Away"                                   | 1995 | —                         | —                         | Whigfield        |
| "I Want to Love"                                    | 1996 | —                         | —                         | Whigfield        |
| "Doo-Whop"                                          | 2000 | —                         | —                         | Whigfield III    |
| "Much More"                                         | 2000 | —                         | —                         | Whigfield III    |
| "Gotta Getcha"                                      | 2002 | —                         | —                         | 4                |
| "Amazing and Beautiful"                             | 2002 | —                         | —                         | 4                |
| "Saturday Night (2003 Version)"                     | 2003 | 19                        | —                         | Non-album single |
| "Think of You (2007 Version)"                       | 2007 | —                         | —                         | All in One       |
| "No Doubt"                                          | 2009 | —                         | —                         | Non-album single |
| "C'est Cool (XMas Mix)"                             | 2012 | —                         | —                         | Non-album single |
| "Saturday Night"(2013 Version) (featuring Carlprit) | 2013 | —                         | 83                        | Non-album single |